# Edson Olf
Edson Olf (Paramaribo, 1986) is een Nederlands politicus namens BIJ1. Sinds 16 september 2023 is hij partijleider van BIJ1.

## Levensloop
Olf is opgegroeid in Rotterdam-Zuid, in de wijk Beverwaard. Zijn moeder werkte in de zorg.
Hij is sinds maart 2022 lid en voorzitter van de Rotterdamse wijkraad Cool-Scheepvaartkwartier-Stadsdriehoek. In datzelfde jaar werd hij tevens vicevoorzitter van BIJ1.
Bij de Tweede Kamerverkiezingen van 22 november 2023 werd hij de lijsttrekker. Bij zijn sollicitatie ambieerde hij geen specifieke plek op de kandidatenlijst; de partij zette hem op nummer 1. Omdat de partij uiteindelijk geen zetels behaalde, kwam Olf niet in de Tweede Kamer terecht.
Op zondag 12 november 2023 nam hij deel aan de 'Mars voor Klimaat & Rechtvaardigheid' in Amsterdam.